# Міжнародний день англійської мови
Міжнародний день англійської мови або День англійської мови в ООН (англ. UN English Language Day) — свято, що відзначається щорічно 23 квітня.
Свято «Міжнародний день англійської мови» було засновано ООН у 2010 році для святкування багатомовності та культурного різноманіття, а також для сприяння рівноправному використанню всіх шести офіційних мов ООН..
Дата 23 квітня була вибрана як день, коли традиційно відзначається день народження та день смерті Вільяма Шекспіра.. 
Аналогічні свята засновано також для інших п’яти офіційних мов ООН.